# Eurema mentawiensis
Eurema mentawiensis är en fjärilsart som beskrevs av Corbet 1941. Eurema mentawiensis ingår i släktet Eurema och familjen vitfjärilar. Inga underarter finns listade i Catalogue of Life.